# 싱크함수

정규화된 싱크함수(파랑)와 비정규화된 싱크함수(빨강)의 그래프

싱크함수(sinc function)는 사인함수와 그 변수의 비로 나타내어지는 함수로 sinc(x) 로 나타낸다. 크게 정규화가 되었는지 유무를 기준으로 하는 두 가지 정의가 있는데, 디지털 신호처리나 정보이론에서는 정규화된 싱크함수(Normalized Sinc Function를 다음과 같이 정의하여 사용한다.
{\displaystyle \mathrm {sinc} (x)={\frac {\sin(\pi x)}{\pi x}}.}
이것을 정규화되었다고 하는데, 이 함수의 푸리에 변환이 구형함수(Rectangular Function)이고 그 적분값이 동일하기 때문이다. 수학에서는, 비정규화된 싱크함수(Unnormalized Sinc Function)를 다음과 같이 정의하여 사용한다.
{\displaystyle \mathrm {Sa} (x)={\frac {\sin(x)}{x}}.}
단, 두 정의 모두 x=0에서 특이점을 갖는데, 이 특이점은 없앨 수 있는 특이점이고 로피탈의 정리를 사용해 이 점으로의 극한값이 1임을 구할 수 있다. 때문에, 보통 엄밀하게 이를 사용할 필요가 없을 땐, 이를 무시하고 사용하기도 한다. 다른 몇몇 경우에는 이 점에서의 함수의 값을 1로 정의하고 사용하기도 한다.
싱크함수의 sinc는 이 함수의 라틴어명인 Sinus Cardinalis(Cardinal Sine)을 축약하여 지어진 이름이다.

## 같이 보기
- 싱크 필터
- 삼각적분
- 보바인 적분